# Upplands runinskrifter 1095

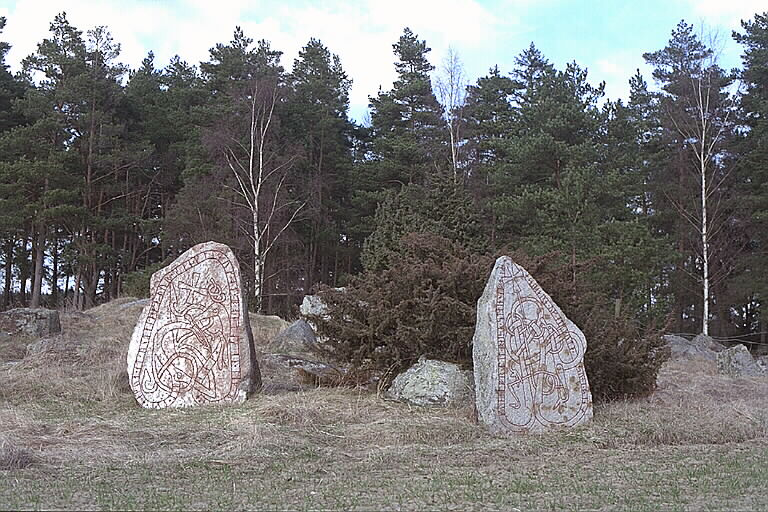
Till vänster U 1095 och till höger U 1096.

Upplands runinskrifter 1095 är en vikingatida runsten av röd granit med vitfläckigt ytskikt i Rörby, Bälinge socken och Uppsala kommun. Runstenen är 1,7 meter hög, 1,17 meter bred och 0,65 meter tjock. Stenen står på en åker. Bara några meter bredvid står runstenen U 1096.

## Inskriften
Translitterering av runraden:
bel + lit + hakua + at × ystain × faþur + sin × kilauk × at × bonta (s)in × likbiarn × hiak ×
Normalisering till runsvenska:
''bel let haggva at Øystæin, faður sinn, Gillaug at bonda sinn. Likbiorn hiogg.
Översättning till nusvenska:
bel lät hugga efter Osten, sin fader, Gillög efter sin man. Likbjörn högg.
Möjligen har namnet "bel" med ortsnamnet "Bälinge" att göra.